# 188
Cette page concerne l'année 188  du calendrier julien. Pour l'année 188 av. J.-C., voir 188 av. J.-C. Pour le nombre 188, voir 188 (nombre).
L'année 188 est une année bissextile qui commence un lundi.

## Événements
- Commode fait exécuter son beau-frère Antistius Burrus et son dernier allié le préfet du prétoire Atilius Aebutianus ; Cléandre devient préfet du prétoire avec deux préfets subordonnés[1].
- Pertinax devient proconsul d’Afrique[1].
- La reine Himiko aurait commencé son règne au Japon[2].
- Thuburbo Majus obtient le statut de colonie (Colonia Julia Aurelia Commoda)[3].

## Naissances en 188
- Sun Shao, général du Wu.
- 4 avril : Septimius Bassianus, dit Caracalla, empereur romain[1].

## Décès en 188
- Publius Atilius Aebutianus
- Lucius Antistius Burrus